# Cecidoses argentinana
Cecidoses argentinana là một loài bướm đêm thuộc họ Cecidosidae. Nó được Brèthes miêu tả năm 1917. Nó được tìm thấy ở Nam Mỹ.